# Shisō, Hyōgo
Shisō (japanska: 宍粟市 ?, Shisō-shi) är en stad i Hyōgo prefektur i Japan. Staden bildades 2005 genom en sammanslagning av kommunerna Chikusa, Haga, Ichinomiya och Yamasaki.